# Iranische Sprachen

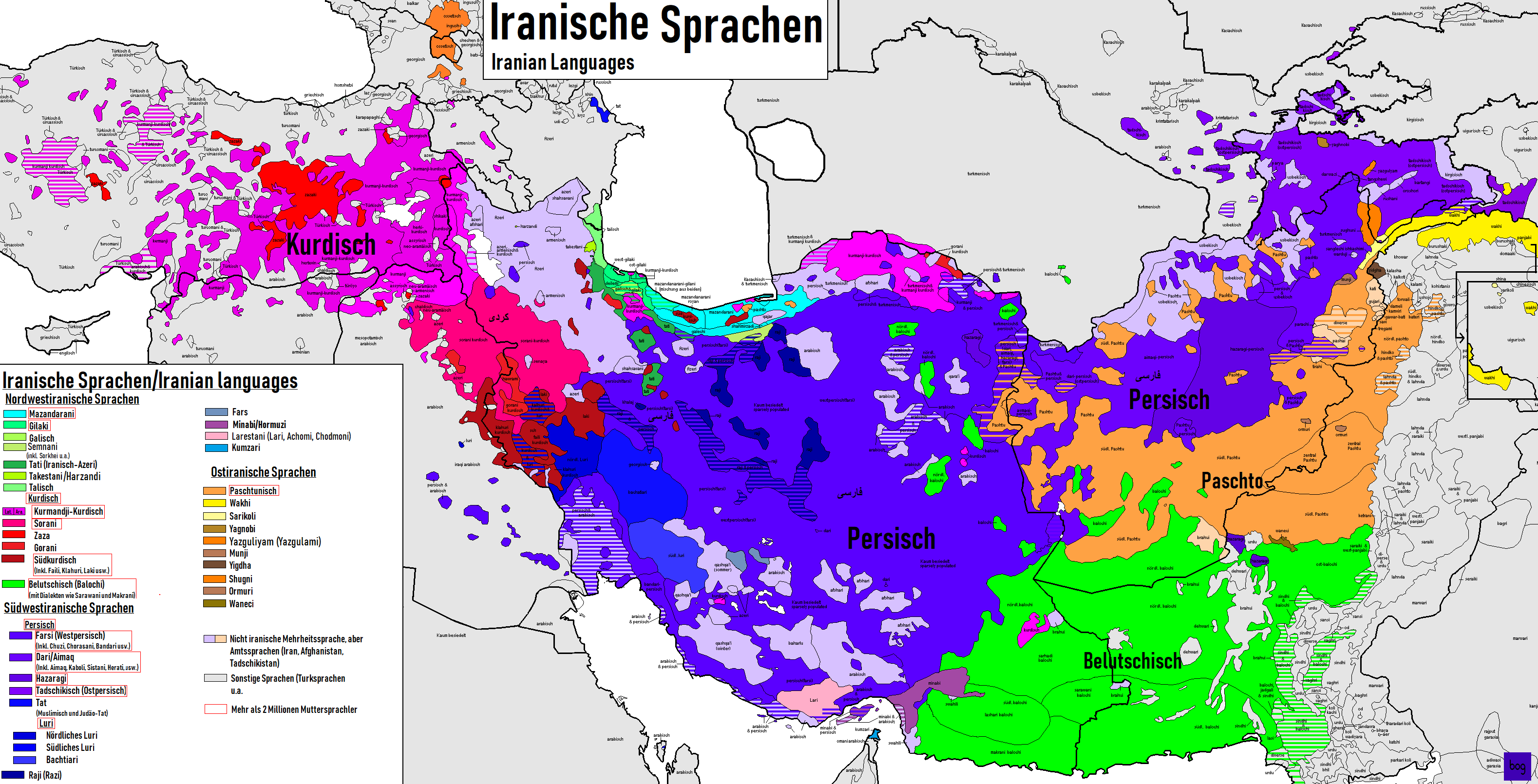
Iranische Sprachen

Die iranischen Sprachen (gelegentlich auch iranoarische Sprachen genannt) bilden eine aus dem (rekonstruierten hypothetischen) Protoiranischen abgeleitete Unterfamilie des indoiranischen Zweigs der indogermanischen Sprachfamilie. Weltweit gab es 2008 circa 150–200 Millionen Menschen, die eine der etwa 50 iranischen Sprachen als Muttersprache sprechen, weitere 30–50 Millionen nutzen eine iranische Sprache als Zweit- oder Drittsprache.

## Begriff „iranische Sprache“

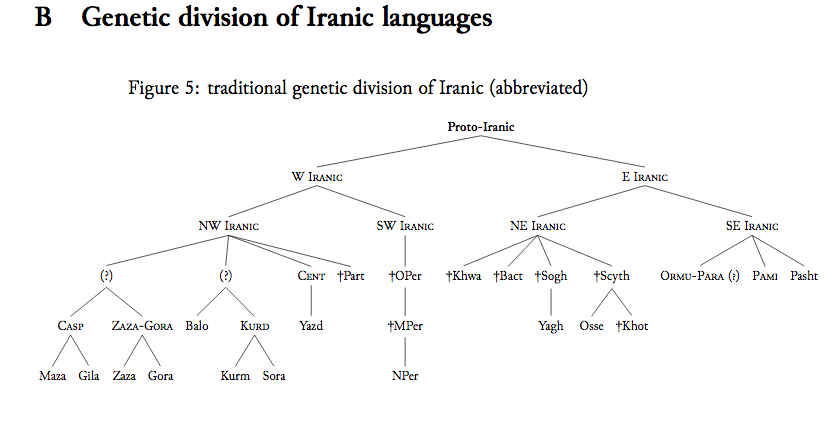
Genetische Aufteilung der iranischen Sprachen

„Iranische Sprachen“ ist ein 1840 von August Friedrich Pott geprägter Begriff der Sprachwissenschaft – in diesem Sinne verwenden ihn ab 1836 zuerst offenbar der Indologe Christian Lassen und später der Orientalist und Iranist Friedrich Spiegel, der Eranisch als Bezeichnung bevorzugte – und bezeichnet eine Sprachgruppe, die mit den indoarischen Sprachen des indischen Subkontinents näher verwandt ist und zusammen mit diesen den indoiranischen oder arischen Zweig der indogermanischen Sprachfamilie bildet. Dieser Begriff ist hergeleitet von dem seit alters tradierten Begriff neupersisch Īrān aus mittelpersisch Ērān. Er geht auf altpersisch ariya- (= avestisch airiia-) aus iranisch arya- („arisch“, „Arier“) zurück, was weniger einen politischen als primär einen ethnischen Inhalt hat und die Gesamtheit iranischer Sprachen und Völker und deren nicht durch politische Grenzlinien zu markierendes Verbreitungsgebiet bezeichnet. Die iranische Sprache wurde bereits in Inschriften altpersischer Zeit als arya bezeichnet.
Da das Adjektiv „iranisch“ heute primär mit dem gleichnamigen Staat „Iran“ in Verbindung gebracht wird, setzte sich Gilbert Lazard, ein Experte auf dem Gebiet der iranischen Sprachen, seit 1977 konsequent für die Verwendung der Bezeichnung „iranoarische Sprachen“ (französisch langues irano-aryennes) als analogisches Gegenstück zu „indoarisch“ ein. Dabei griff er den Begriff auf, der bereits im 19. Jahrhundert von Robert Needham Cust eingeführt wurde und auch von den Altorientalisten Max Müller und George Grierson verwendet wurde, sich aber laut Schmitt (1994) nicht durchsetzen konnte. Der Linguist Ahmad Hasan Dani nutzt dennoch den Begriff ‚Iranoarisch‘ und erklärt, dass ‚Iranisch‘ als dessen Kurzform häufiger Verwendung findet. Diese Bezeichnung verdeutliche die historische Stellung der indoiranischen Sprachen strukturell besser als die gebräuchlichere Bezeichnung iranische Sprachfamilie.
Eine ethno-linguistische Bedeutung des Begriffs ist an einigen Stellen deutlich belegt: Auf Königsinschriften bezeichnen sich Dareios I. (522–486 v. Chr.) und Xerxes I. (486–465 v. Chr.) nicht nur als „Perser“ und „Sohn eines Persers“, sondern auch als „Arier“ (altpersisch Ariya) und „arischen Ursprungs“ (Ariya čiça); die Sassanidenkönige des 3. Jahrhunderts (ab Schapur I.) ließen sich als „König der Könige von Ērān (Iran) und Anerān (Nicht-Iran)“ (mittelpersisch šāhān šāh Ērān u Anērān) betiteln.
Sehr wenige Wissenschaftler verwenden heutzutage die Schreibweise „eranisch“. Obgleich dies die lauthistorisch genauere Variante darstellt, hat sich im 20. Jahrhundert in der deutschen Sprache – auch in der Fachliteratur – „iranisch“ eindeutig durchgesetzt.

## Die Sprachen und ihre geographische Verbreitung
Folgende iranische Sprachen werden von mindestens einer Million Menschen gesprochen:
- Persisch (im weiteren Sinne) 55–70 Mio., mit Zweitsprechern ca. 110 Mio. (Iran, Afghanistan, Tadschikistan, Usbekistan, Aserbaidschan,[12] Irak,[13] Russland[14][15])
  - West-Persisch 35–40 Mio., mit Zweitsprechern mehr als 50 Mio. (Iran). Kleinere Gruppen im Irak, Bahrain, Aserbaidschan usw.
  - Ost-Persisch 20–30 Mio.
    - Dari 15 Mio. (Afghanistan)
    - Tadschikisch 4,5 Mio. (Tadschikistan)
    - Tati 130.000 (Aserbaidschan, Russland)
    - Hazara 2,5 Mio. (Afghanistan 2,2 Mio., Iran 300.000)
    - Aimaq 650.000 (Afghanistan)
    - Judeo-Persisch 110.000 (Usbekistan: Buchara, Iran, Israel)

  - Luri 3,5 Mio. (Iran; südwestlicher Dialektcluster dem Persischen nahestehend)
- Paschto 35 Mio. (22,5 Mio. in Pakistan, 12 Mio. in Afghanistan)
- Kurdische Sprachen
  - Kurmandschi 14,6 Mio. (Türkei, Nordirak, Nordsyrien, Nordiran, Chorasan und ehemalige Sowjetunion)
  - Sorani 4,5 Mio. (Irak, Iran)
  - Südkurdisch 4 Mio. (Irak, Iran)
- Zaza-Gorani
  - Zazaki (Kirmanjki, Kirdki, Dimli) 2–3 Mio. (Türkei)
  - Gorani 500.000 (Irak, Iran)
  - Schabaki 250.000 (Irak)
- Belutschisch 9 Mio. (7,5 Mio. in Pakistan, 1,4 Mio. Iran, 0,2 Mio. Afghanistan)
- Mazandaranisch 3 Mio. (Iran, Kaspische Küste)
- Gilaki 2,6 Mio. (Iran, Kaspische Küste)
- Taleschi 1 Mio. (Iran, Aserbaidschan, Dialektcluster)
- Semnani 60.000 (Iran)
- Tati (Iranisch-Azeri) 220.000 (Iran, Aserbaidschan)

Weitere nach der Zahl ihrer Sprecher bedeutende iranische Sprachen sind:
- Ossetisch 600.000 (Nord-Kaukasus: Georgien, Russland-Ossetien)
- Wanetsi 100.000 (Pakistan, Afghanistan)

Quellen für die Sprecherzahlen: Ethnologue und der unten angegebene Weblink, weiterhin aktuelle Jahrbücher wie Fischer Weltalmanach und das Jahrbuch der Encyclopedia Britannica.

## Klassifikation: Übersicht
Die Klassifizierung der iranischen Sprachen geschieht primär nach linguistischen, sekundär auch nach geographischen Gesichtspunkten. Getrennt von den Wüsten Dascht-e Lut und Dascht-e Kawir kann man traditionell westliche und östliche iranische Sprachen, mit jeweils einer nördlichen und südlichen linguistischen Untergruppe unterscheiden. Eine Übersicht über die heute allgemein anerkannten Zweige des Iranischen gibt die folgende Stammbaumliste. Die vier Hauptgruppen – Nordwest, Südwest; Nordost, Südost – werden im nächsten Abschnitt detailliert dargestellt.
Iranisch: 60 Sprachen, davon 16 † (150 Mio. Sprecher)
- Westiranisch: 33 Sprachen, davon 5 † (115 Mio. Sprecher)
  - Nordwest-Iranisch
    - Medisch †
    - Parthisch †
    - Azari †
    - Zazaki
    - Gorani
    - Talisch
    - Tati
    - Mazandaranisch
    - Gilaki
    - Semnani
    - Kurdische Sprachen
    - Belutschi

  - Südwest-Iranisch
    - Persisch
    - Luri
    - Larestani
    - Baschkardi
    - Kumzari
- Ostiranisch: 27 Sprachen, davon 11 † (35 Mio. Sprecher)
  - Nordost-Iranisch
    - Avestisch †
    - Skythisch-Ossetisch
    - Baktrisch †
    - Sogdisch-Yagnobi
    - Choresmisch †

  - Südost-Iranisch
    - Paschto
    - Mundschi-Yidgha
    - Sakisch-Wakhi
    - Schugni-Roschani-Yazghulami
    - Sanglechi-Zebaki
    - Ormuri-Paratschi

Hinweis: Die früher als „Pamir-Sprachen“ bezeichneten Zweige Mundschi-Yidgha, Wakhi, Schughni-Yazghulami und Sanglichi-Zebaki, wozu auch das im äußersten Osten des Verbreitungsgebietes der iranischen Sprachen gesprochene Sarikoli gezählt wurde, stellen keine genetische Einheit dar, sondern bilden gleichrangige Unterzweige des Südost-Iranischen. Das Ormuri-Paratschi gehört nach neueren Erkenntnissen zum Südost-Iranischen (siehe CIL), Ethnologue verwendet hier eine veraltete Klassifikation.

## Iranische Sprachperioden
Man teilt die iranischen Sprachen historisch in drei Perioden ein:
- Altiranisch nennt man die iranischen Sprachen, die aus der Zeit vor dem 3. Jahrhundert v. Chr. überliefert sind. Dazu gehören vor allem die mit reicher Textüberlieferung erhaltenen Sprachen Avestisch und Altpersisch (oder Achämenidisch), auch das nur schwach belegte Medische, sowie einige als Vorgängersprachen mitteliranischer Sprachen erschließbare altiranische Sprachen, zum Beispiel Skythisch.

- Mitteliranisch heißen die iranischen Sprachen, die aus der Zeit vom 4. Jahrhundert v. Chr. bis zur Islamisierung Irans im 8. und 9. Jahrhundert überliefert wurden. Dazu gehören Parthisch, Mittelpersisch, Sogdisch, Choresmisch, Sakisch (Khotan-Sakisch und Tumschuqisch), Baktrisch und die schwach überlieferten Sprachen Sarmatisch, Jassisch und Altossetisch (Alanisch). Keine der mitteliranischen Sprachen ist direkt von einer altiranischen ableitbar.
- Neuiranisch nennt man alle späteren iranischen Sprachen, insbesondere also die, die heute noch gesprochen werden (rund 50 Sprachen mit etwa 190 Mio. Sprechern), wobei keine neuiranische Sprache direkt aus einer mitteliranischen Sprache stammt.

## Klassifikation im Detail
Die folgende genetische Klassifikation der iranischen Sprachen basiert auf dem Compendium Linguarum Iranicarum (CIL) und dem Werk Die iranischen Sprachen in Geschichte und Gegenwart von R. Schmitt (siehe Literatur). Sie weicht teilweise stark von der in Ethnologue angegebenen ab, insbesondere in der Frage des Unterschieds zwischen Dialekt und Sprache (Ethnologue klassifiziert viele Dialekte als separate Sprachen). Die Klassifikation enthält die wichtigsten Dialekte – basierend vor allem auf David Dalby, The Linguasphere Register – und die aktuellen Sprecherzahlen (Stand 2005, zahlreiche geprüfte und verglichene Quellen).
Die überlieferten alt- und mitteliranischen Sprachen sind im Schema ebenfalls (mit Vorbehalt) eingefügt. Dies soll keine Aussage über die direkte Abstammung der neuiranischen Sprachen derselben Untergruppe sein. Sie können auch von einer nicht-überlieferten alt- oder mitteliranischen Sprache abstammen.
Zur Darstellung: Genetische Einheiten werden in Fettdruck angegeben (auch wenn eine Einheit nur aus einer Sprache besteht), die Sprachen in Normalschrift, Dialekte kursiv. Bei Sprachen ohne Angabe der Sprecherzahl gibt es in der Literatur dazu keine verlässlichen Angaben; solche Sprachen haben in der Regel höchstens einige Tausend Sprecher. Zur besseren Gesamtübersicht der Klassifikation wird auf die obige Zusammenfassung der Hauptgruppen verwiesen.

### Nordwest-Iranisch
Nordwest-Iranisch: 24 Sprachen, davon 3 † (35 Mio. Sprecher)
- Medisch
  - Medisch † (altiranisch)
- Parthisch
  - Parthisch † (mitteliranisch)
- Zaza-Gorani
  - Zazaki (Zazaki, Dimili, Kirmancki, Kirdki) (2 Mio.)
    - Nord-Dialekte: Dersim, Erzincan, Xozat, Varto, Hınıs, Sarız, Kars, Zara (Sivas)
    - Süd-Dialekte: Bingöl, Elaziğ, Piran, Henı, Siverek, Lice, Kulp, Motki, Kozluk, Sason

  - Gorani (Gurani, Bajalani, Schabaki, Hawrami, Chichamachu) (400 bis 500 Tsd.)
    - Dialekte: Gurani ieS: Gawhara, Kandula; Hawramani: Takht, Lahuni; Bajalani: Qasr-e Shirin, Zohab, Bin Qudra, Quratu; Mossul; Schabaki; Sarli u. a.
- Kaspisch
  - Gilaki-Mazenderani
    - Gilaki (2,6 Mio.); Dialekte: Raschti, Galeschi, Lahijani, Langerudi, Matshiani u. a.
    - Mazandaranisch (3 Mio.); Dialekte: Sari, Baboli, Amoli, Tunekabuni, Schahi, Schahmirzadi, Royani, Tshalusi, Velatrui, u. a.
    - Gurgani †

  - Semnani
    - Semnani, Sangsari, Sorchei, Lasgerdi (zusammen 50 Tausend)

  - Talisch
    - Talisch (1 Mio.); Dialekte: Masally, Lerik, Lenkoran, Astara; Vizne, Tularud, Asalem, Schandarman, Masal, Masule, Zide u. a.

  - Iranisch-Azari
    - Iranisch-Azari (Iranisch-Tati, Süd-Tati) (220 Tsd.)
      - Nordwest-Dialekte: Harzandi, Keringani
      - Nordost-Dialekte: Schali, Kadschali, Hazzarudi, Taromi
      - Süd-Dialekte: Takestani, Tshali, Eshtehardi, Sagzabadi, u. a.
      - Südwest-Dialekte: Cho’ini u. a.
      - Südost-Dialekte: Rudbari, Alamuti u. a.
- Kurdisch-Zentraliranisch oder Kermanisch
  - Kurdisch
    - Kurmandji (Nordwest-Kurdisch) (20 bis 30 Mio.)
      - Dialekte: Tori; Sanjari, Judikani; Urfi, Botani, Bayazidi, Hakkari, Jezire; Aqrah, Dahuk, Amadiyah, Zakhu, Surchi; Qochani, Erzurumi, Birjandi, Alburzi; Herki, Shikaki

    - Zentral-Kurdisch (Sorani, Kurdi) (5 bis 10 Mio.)
      - Dialekte: Arbili, Pishdari, Kirkuki, Khanaqini, Kushnawi, Mukri; Sulaimani, Bingirdi, Garrusi, Ardalani, Sanandaji, Warmawa, Garmiyani; Jafi; Judeo-Kurdisch

    - Südkurdisch (4 Mio.)
      - Dialekte: Kalhori, Kolyai, Kermanshahi, Laki, Faili (Pahli), Garrusi Sanjabi, Malekshahi, Bayray u. a.

  - Zentraliranisch
    - Tafreshi; Dialekte: Vafsi, Ashtiani, Kahaki, Amorei; Alviri, Vidari u. a. (häufig zu den Tati-Dialekten gezählt)
    - Mahallati-Chunsari; Dialekte: Mahallati, Vonishuni, Chunsari
    - Kashani-Natanzi
      - Dialekte: Judeo-Kashani, Arani; Qohrudi, Jowshaqani, Abyanei, Keshei, Farizandi, Yarandi, Meymei, Soi, Tari, Natanzi; Abu Zeyd Abadi, Badrudi

    - Gazi; Dialekte: Gazi, Kafroni, Sedehi, Varzenei; Judeo-Isfahani, Judäo-Hamadani
    - Yazdi-Kermani-Nayini; Dialekte: Yazdi, Kermani; Nayini, Anaraki; Ardestani; Zefrei u. a.
    - Kaviri; Dialekte: Churi, Farvi, Mehrjani u. a.
    - Sivandi
- Belutschisch
  - Belutschi (Baloči): 9 Mio., davon 7,5 Mio. Pakistan, 1,4 Mio. Iran, 0,2 Mio. Afghanistan
    - Dialektgruppe Rachshani: Kalati, Panjguri, Sarhaddi inklusive Marw
    - Dialektgruppe Sarawani: Sarawan, Bampur, Iranshahr
    - Dialektgruppe Lashari: Lashar, Espakeh, Pip, Maskotan, Fanuc
    - Dialektgruppe Ketschi: Ketschi, Makrani
    - Küstendialekte: Biaban, Nikshahr, Qasr-e Qand, Hudar; Mand, Dasht, Gwadar, Pasni, Ormara, Karatschi
    - Bergdialekte (Eastern Hill Dialects): Mari, Bugti u. a.

### Südwest-Iranisch
Südwest-Iranisch: 9 Sprachen, davon 2 † (65 bis 70 Mio. Sprecher)
- Persisch
  - Altpersisch (Achämenidisch) † (altiranisch)
  - Mittelpersisch (Sassanidisch, Pahlevi) † (mitteliranisch)
  - Neupersisch (60 Mio., S2 mehr als 50 Mio.)
    - West-Persisch (40 Mio.)
      - Dialekte: Qazvini, Mahallati, Hamadani, Kashani, Isfahani, Sedehi, Kermani, Araki, Shirazi, Jahromi, Shahrudi, Kazeruni, Mashadi, Bandari u. a.

    - Ost-Persisch (20 bis 30 Mio.)
      - Dari-Persisch
        - Dialekte: Kabuli, Herati, Chorasani; Darwazi, Tangshewi, Warduji; Kundi, Zangi, Behsud, Yekaulang, Polada, Urusgani, Jaguri, Ghazni, Miradad; Taimuri, Taimani, Zuri, Zainal, Jamshidi, Firozhohi, Maliki, Mizmast u. a.

      - Sistani
      - Dehwari
      - Hazaragi
      - Aimaqi
      - Tadschikisch
        - Viele Dialekte, darunter Doshanbe, Buchara, Samarkand

    - Judäo-Persisch (110 Tsd.); Dialekte: Bucharik 50 Tsd., Dzhidi 60 Tsd.

  - Luri (3,5 Mio.)
    - Nördliche Dialekte: Mamasseni, Boirahmadi-Kuhgalui
    - Bachtiari
    - Südliche Dialekte
- Fars
  - Fars; Dialekte: Buringuni, Masarmi, Somghuni, Papuni; Ardakani, Kalati, Chullari; Kondazi, Davani; Judeo-Fars
- Larestani
  - Larestani (Lari); Dialekte: Bastak, Faramarz, Kamioka, Rahbar, Gerash, Bicha, Evaz, Lar, Choni, Arad, Fedaq u. a.
- Bashkardi
  - Bashkardi
    - Dialekte: Bashkardi ieS; Rudbari, Bandar Abbas, Hormuz; Minabi, Rudani, Berentini; Rameshk, Geron, Darzeh; Sardasht, Angorhan, Biverc, Bishnu; Durkan, Geshmiran, Maric; Shahbavek, Garahven, Piru, Parmont, Gwafr
- Kumzari
  - Kumzari (3 Tsd.); Dialekte: Musandam, Dibah
- Tat (130 Tsd.); Dialekte: Nord = Judeo-Tat, Süd = Muslim-Tat

### Nordost-Iranisch
Nordost-Iranisch: 9 Sprachen, davon 7 † (600 Tsd. Sprecher)
- Avestisch
  - Avestisch (Alt-Avestisch) † (Zuordnung unsicher)
- Baktrisch
  - Baktrisch †
- Skythisch-Ossetisch
  - Skythisch †
  - Sarmatisch †
  - Alanisch (Altossetisch) †
  - Ossetisch (600 Tsd.); Iron-Dialekte: Tagaur, Kurtat, Allaghir, Tual; Digor-Dialekte: Urux, Mozdok
- Sogdisch-Yagnobi
  - Sogdisch †
  - Yagnobi (2 Tsd.)
- Choresmisch
  - Choresmisch †

### Südost-Iranisch
Südost-Iranisch: 18 Sprachen, davon 4 † (34,5 Mio. Sprecher)
- Sakisch
  - Khotan-Sakisch †
  - Tumshuqisch †
- Paschtu
  - Paschtu (34,5 Mio.; davon 22,5 Mio. Pakistan, 12 Mio. Afghanistan)
    - Südwest-Dialekte: Südwest-Afghanisch, Kandahari, Quetta
    - Südost-Dialekte: Bannu, Waziri, Kakari, Sherani, Spin-Tor Tarin
    - Nordwest-Dialekte: Durrani, Kabuli, Zentral-Ghilzai, Shinwari u. a.
    - Nordost-Dialekte: NW-Pakistanisch, Peshawar, Yusufzay-Mohmandi, NO-Ghilzai, Afridi, Bangash, Orakzay

  - Wanetsi (Waneci) (100 Tsd.)
- Mundschi-Yidgha
  - Mundschi (4 Tsd.); Dialekte: Nord, Zentral, Süd; Mamalgha
  - Yidgha (6 Tsd.)
- Wakhi
  - Wakhi (30 Tsd.); Dialekte: Wakhan; Badakhshan; Tashkurgan; Hunza (Gojal), Yarkhun, Yasin, Ishkoman
- Shugni-Yazghulami
  - Shugni-Roshani
    - Shugni (45 Tsd.); Dialekte: Baju, Shahdara, Barwoz
    - Rushani (10 Tsd.); Dialekte: Roshani ieS, Chufi
    - Bartangi (3 Tsd.); Dialekte: Bartang-Ravmed, Basid
    - Roshorvi (Oroshori) (2 Tsd.)
    - Sarikoli (16 Tsd.); Dialekte: Tashkurgan, Vača, Burangsal-Tung

  - Yazghulami
    - Yazghulami (4 Tsd.)

  - Wanji
    - Wanji †
- Sanglechi-Zebaki (2 Tsd.)
  - Sanglechi
  - Ishkashmi
  - Zebaki
- Ormuri-Paratschi
  - Ormuri (1 Tsd.); Dialekte: Kanigurami, Baraki-Barak (Logar)
  - Paratschi (0,6 Tsd.); Dialekte: Shotol, Goculan, Pačagan

## Altiranische Sprachen

### Übersicht
Als altiranische Sprachen bezeichnet man die ältesten der überlieferten iranischen Sprachen, welche zwischen dem 6. Jahrhundert v. Chr. mit der Behistun-Inschrift (um 520 v. Chr.) und dem 4. Jahrhundert v. Chr., der Zeit des Niedergangs des Achämenidenreichs, bezeugt sind. Im Wesentlichen handelt es sich dabei um die bis ca. 300 v. Chr. verfassten Texte des Avestischen des „Avesta“-Corpus der Zoroastrier und des Altpersischen der achaimenidischen Königsinschriften.
Für andere, nicht durch Textüberlieferung bekannte Sprachen wie das Medische oder das Skythische lassen sich dagegen nur einzelne Wörter und Namen erschließen; gewöhnlich Formen aus jeweils anderssprachiger Überlieferung, die ausdrücklich einer jener Sprachen zugewiesen werden oder sich aufgrund sprachwissenschaftlicher Kriterien als Fremdelemente in der Überlieferungssprache zu erkennen geben. Aufgrund der zahlreichen mitteliranischen Sprachen geht man davon aus, dass es weitere unbekannte altiranische Sprachen geben muss, die Vorgängerstufen dieser mitteliranischen Sprachen waren. Keine der bekannten mitteliranischen Sprachen lässt sich direkt von einer altiranischen ableiten.
Das Avestische ist eine Art Kirchensprache der Zoroastrier, während für das Altpersische nur bekannt ist, dass es die Muttersprache des achaimenidischen Königshauses sein muss. Unklar ist, zu welchem Zweck Urkunden eingemauert oder Inschriften in vom Boden aus unlesbarer Höhe in Felswände gemeißelt wurden – in einer Sprache, die nur wenige Menschen im Reich verstanden.
Die Zeugnisse, die für Nomadenstämme des ukrainisch-südrussischen Steppengürtels wie Skythen, Sarmaten etc. überliefert sind, sind schwer einzuordnen. Der Skythenexkurs Herodots gilt als ältester Bericht über diese altiranischen Völker. Direkte Schriftzeugnisse sind nicht erhalten.
Der Begriff Schwarzes Meer, der gewöhnlich als skythisch gilt, griechisch Πόντος Άξεινος aus iranisch *Axšaina- „Schwarzes (Meer)“, gehört eindeutig in ein System, das die Himmelsrichtungen symbolisch durch Farbwörter bezeichnet, und meint deshalb das „nördliche Meer“. Das Volk, welches dieses System verwendete, muss südlich dieses Meeres gewohnt haben. Da die Bezeichnung zuerst während der Achämenidenzeit in ähnlicher Weise für das Rote Meer benutzt wurde, liegt es nahe, iranische Völker als Namensgeber dieser Meere auszumachen.

### Die Schriften der altiranischen Periode
Das Avesta ist in eigener Schrift geschrieben, der Avestaschrift. Diese wird von rechts nach links geschrieben und bildet Laute recht exakt ab. Sie schreibt Vokale und versucht, die Aussprache genau wiederzugeben.
Für das Altpersische als „Sprache des Königs“ wurde eine eigene Schrift entwickelt, die sich an die Keilschrift rein äußerlich anlehnt, indem auch Keile und Winkel verwendet werden. Die von links nach rechts geschriebene Schrift ist jedoch eine eigenständige Neuschöpfung. Das „Alphabet“ besteht aus Worttrennern und 36 Lautzeichen, die vier Gruppen zugeteilt werden können: 1. reine Vokalzeichen (a, i, u), 2. Konsonantenzeichen mit inhärentem i-Vokal, 3. Konsonantzeichen mit inhärentem u-Vokal, 4. Konsonantzeichen mit inhärentem a-Vokal oder bloßem konsonantischen Wert. Sie wurde zuerst von Dareios I. in seiner großen Inschrift am Felsen von Bisotun (Behistun) verwendet. Einige Probleme ergeben sich aufgrund der inkonsequenten Vokal- und Diphthongbezeichnungen und weiterer zahlreicher Mehrdeutigkeiten. Für die Verwaltung oder literarische Zwecke ist diese Schrift kaum verwendet worden. Dazu benutzten die Perser das Aramäische (in der aramäischen Schrift) und das Spätelamische (in einer Variante der echten mesopotamischen Keilschrift geschrieben).

## Mitteliranische Sprachen

### Definition der Periode
Die mitteliranische Periode bzw. mitteliranische Zeit beginnt im 4. Jahrhundert v. Chr., etwa zur Zeit des Falls des Achämenidenreichs unter Alexander dem Großen im Jahr 331 v. Chr. Ihr Ende zwischen dem 7. und 9. Jahrhundert n. Chr. – teilweise ist noch spätere Verwendung bezeugt – wurde mit dem Niedergang des Sasanidenreiches, dem Triumph der Araber über Yazdegerd III. (gestorben 651) und der Islamisierung Irans nach dem Arabersturm eingeläutet. Danach dominieren neuiranische Sprachen den iranischen Raum. Da gegenüber der altiranischen Zeit ein Bruch hinsichtlich der Schriftverwendung zu beobachten ist, denn die altpersische Keilschrift ging mit den Achaimeniden unter, lassen sich als mitteliranische Sprachen jene bezeichnen, deren schriftliche Verwendung und Überlieferung in nach-achaimenidischer, jedoch vor-islamischer Zeit einsetzt. Dazu gehören Sprachformen, die sekundär in Iran verwendeten Schriften wie der manichäischen, der nestorianisch-syrischen oder der arabischen Schrift geschrieben sind. Unter den mitteliranischen Sprachen weist das Mittelpersische (Pahlavi) die meisten Zeugnisse auf. Keine der mitteliranischen Sprachen lässt sich direkt von einer altiranischen Sprache ableiten.

### Schwach belegte mitteliranische Sprachen
Die zahlreichen sarmatischen, alanischen und verwandten Stämme, die nördlich des Kaukasus sowie des Schwarzen und des Kaspischen Meeres siedelten, haben kaum direkte Sprachzeugnisse hinterlassen. Am ehesten greifbar ist für die Forschung bislang das iranische Namensgut der kaiserzeitlichen griechischen Inschriften aus den griechischen Kolonien entlang der Schwarzmeernordküste – vom 4. Jahrhundert v. Chr. an sind Sarmaten in diesen Raum eingedrungen –, zu dem weitere Namen (Personen, Stammes- und geographische Namen) sowie Wörter aus literarischer oder inschriftlicher Überlieferung in einer Vielzahl von Sprachen und schließlich moderne toponomastische Fortsetzer sowie Lehnwörter (vor allem die aus dem Alanischen im Ungarischen) hinzutreten.
Den Alanen sind auch zwei in griechischer Schrift geschriebene Texte zu verdanken: zum einen die alanische („altossetische“) Inschrift einer Grabstele vom Ufer des Großen Selentschuk (eines Kuban-Nebenflusses) etwa aus dem 10. bis 12. Jahrhundert n. Chr., zum anderen zwei Verse im Epilog zur „Theogonie“ des Byzantiners Johannes Tzetzes (Mitte des 12. Jahrhunderts).
Neben diesen durch Textüberlieferung fassbaren mitteliranischen Sprachen muss es weitere Sprachen und Dialekte gegeben haben. So hat nach Angaben indischer Quellen im Osten Afghanistans das Volk der Kambojas gewohnt, für deren Sprache indische Grammatiker auch einzelne Formen zitieren, die darauf hindeuten, dass dies eine iranische – genauer: eine ostiranische Sprache – gewesen ist. Über die Sprache der Parther, die neben weiteren Sprachen oder Dialekten wie „Mittelmedisch“, deren Existenz man annehmen muss, die jedoch höchstens indirekt erschlossen werden können, gesprochen wurde, sagt Iustinus: “sermo his inter Scythicum Medicumque medius et utrimque mixtus” (41,2,3), sie sei ein Sprachgemisch aus Skythisch (also Sakisch) und Medisch.

### Durch Textkorpora bezeugte mitteliranische Sprachen
Durch teilweise umfangreiche Textkorpora sind folgende mitteliranischen Sprachen bezeugt:
- West-mitteliranische Sprachen
  - Parthisch
  - Mittelpersisch
- Ost-mitteliranische Sprachen
  - Sogdisch
  - Choresmisch
  - Baktrisch
  - Sakisch in den Formen Khotan-Sakisch und Tumschuqisch

### Ostiranische Besonderheiten
Die ostiranische Gruppe ist in mancherlei Hinsicht wesentlich konservativer als die westiranische, insbesondere insofern, als die Auslautsilben nicht geschwunden sind. Infolgedessen sind auch Morphologie und Syntax insgesamt auf einem älteren Stand stehengeblieben, da im Nominal- und Verbalsystem teilweise eine weitaus größere Vielfalt von Formenkategorien erhalten geblieben ist. Andererseits aber hebt sich das Ostiranische vom Westiranischen deutlich durch Neuerungen ab, insbesondere in der Phonologie.
Eine Vielzahl von Unterschieden in Einzelzügen lässt das Ostiranische als recht uneinheitlich erscheinen. Gleichwohl zeichnen die exklusiven Neuerungen das Ostiranische als eine eigenständige, zusammengehörige Sprachgruppe aus, deren Binnengliederung in Süd- und Nordostiranisch allerdings erst auf der neuiranischen Entwicklungsstufe greifbar wird, da keine als südostiranisch zu klassifizierende Sprache in älterer Zeit bezeugt ist.

### Die Schriften der mitteliranischen Periode
Neben den oben genannten Schriften (manichäische, nestorianisch-syrische und arabische) sind vier der sechs bezeugten mitteliranischen Sprachen durch einander ähnliche, gemeinsam aus dem aramäischen Alphabet entstandene Schriftsysteme gekennzeichnet: Parthisch, Mittelpersisch, Sogdisch und Choresmisch bewahren die unter der Achaimenidenherrschaft gebildete Zusammengehörigkeit, während das Baktrische größtenteils eine lokale Variante des griechischen Alphabets und das Khotan- und Tumschuqsakische zentralasiatische Varianten der indischen Brahmi-Schrift eingeführt haben. Aramäische Schrift und Sprache, die als Mittel der achaimenidischen Reichsverwaltung in deren Kanzleien über das gesamte Reich verbreitet waren und die sich insbesondere in vorher schriftlosen Reichsteilen festgesetzt haben, blieben mangels einer brauchbaren Alternative auch in den größeren und kleineren Nachfolgestaaten dieses Reiches in Verwendung. Dabei vollzog sich allerdings in vielfacher Hinsicht ein kontinuierlicher Wandel, für den ausschlaggebend war, dass in diesen kleineren Staatswesen hauptsächlich Übersetzer nur für ein einziges Sprachenpaar, Aramäisch und die jeweilige iranische Sprache, benötigt wurden. Nach und nach lösten iranische Muttersprachler die Aramäer ab, so dass die niedergeschriebenen Texte zunehmend mit iranischen Wörtern durchsetzt wurden und die weiterhin verwendeten aramäischen Formen im mitteliranischen Schriftsystem mit der Zeit zu konventionell gebrauchten Symbolen erstarrten.